# Condado de Crawford (Pensilvania)
El condado de Crawford (en inglés: Crawford County), fundado en 1800, es uno de 67 condados del estado estadounidense de Pensilvania. En el año 2000 tenía una población de 90.366 habitantes con una densidad poblacional de 34 personas por km². La sede del condado es Meadville.

## Geografía
Según la Oficina del Censo, el condado tiene un área total de 2688 km² (1037,8 mi²), de la cual 2624 km² (1013,1 mi²) es tierra y 65 km² (25,1 mi²) (2.41%) es agua.

### Condados adyacentes
- Condado de Erie (norte)
- Condado de Warren (este)
- Condado de Venango (sureste)
- Condado de Mercer (sur)
- Condado de Trumbull (Ohio) (suroeste)
- Condado de Ashtabula (Ohio) (oeste)

## Demografía
Según el censo de 2000, había 90,366 personas, 34,678 hogares y 23,858 familias residiendo en la localidad. La densidad de población era de 34 hab./km². Había 27,733 viviendas con una densidad media de 22 viviendas/km². El 97.00% de los habitantes eran blancos, el 1.59% afroamericanos, el 0.20% amerindios, el 0.28% asiáticos, el 0.03% isleños del Pacífico, el 0.23% de otras razas y el 0.77% pertenecía a dos o más razas. El 0.59% de la población eran hispanos o latinos de cualquier raza.

## Localidades

### Ciudades
- Meadville
- Titusville

### Boroughs
Blooming Valley |
Cambridge Springs |
Centerville |
Cochranton |
Conneaut Lake |
Conneautville |
Hydetown |
Linesville |
Saegertown |
Spartansburg |
Springboro |
Townville |
Venango |
Woodcock 

### Municipios
Athens |
Beaver |
Bloomfield |
Cambridge |
Conneaut |
Cussewago |
East Fairfield |
East Fallowfield |
East Mead |
Fairfield |
Greenwood |
Hayfield |
North Shenango |
Oil Creek |
Pine |
Randolph |
Richmond |
Rockdale |
Rome |
Sadsbury |
South Shenango |
Sparta |
Spring |
Steuben |
Summerhill |
Summit |
Troy |
Union |
Venango |
Vernon |
Wayne |
West Fallowfield |
West Mead |
West Shenango |
Woodcock 

### Lugares designados por el censo
Adamsville |
Atlantic |
Canadohta Lake |
Conneaut Lakeshore |
Fredericksburg |
Geneva |
Guys Mills |
Harmonsburg |
Hartstown |
Lincolnville |
Pymatuning Central |
Pymatuning North |
Pymatuning South |
Riceville 

### Áreas no incorporadas
Buells Corners |
Custards |
Frenchtown 